# Si les murs pouvaient parler
Si les murs pouvaient parler,, est une émission diffusée sur France 2 présentée par Stéphane Bern. Cette émission parle de l'histoire de bâtiments de pouvoir tels que la Maison-Blanche ou le Sénat,. On découvre l'histoire de ces bâtiments grâce à des reconstructions 3D et des images inédites. Une première saison est sortie en 2020 et une deuxième composée de quatre épisodes est diffusée à partir du 20 juillet 2021.

## Épisodes
- Saison 1
  - Si les murs de la Maison Blanche pouvaient parler
  - Si les murs de Windsor pouvaient parler
  - Si les murs du palais Bourbon pouvaient parler
  - Si les murs du Kremlin pouvaient parler

- Saison 2
  - Si les murs de la Cité interdite pouvaient parler
  - Si les murs du Sénat pouvaient parler
  - Si les murs du Quirinal de Rome pouvaient parler
  - Si les murs du palais royal de Madrid pouvaient parler

## Livre tiré de l'émission
L'épisode Si les murs de Windsor pouvaient parler a été adapté sous la forme d'un livre intitulé Les Secrets du château de Windsor, paru aux éditions Plon en 2023.